# V.C.L.H.C.
De V.C.L.H.C. was een hockeyclub in Den Haag. De club was verbonden aan het Vrijzinnig-Christelijk Lyceum in Den Haag van 1930- 1980. Het was daarna tot de opheffing in 2007 een onafhankelijke hockeyclub.
De hockeyclub werd op 15 november 1930 opgericht. De club speelde vanaf 1934 competitie en in 1937 werd Heren I kampioen 3e klasse.
Tot 1970 waren alle leden leerling van het 1e of 2e V.C.L.. De club had twee problemen:
- als spelers echt goed waren dan liepen ze over naar TOGO of HHIJC, zoals Aart Brederode, die in 1968 zelfs op de Olympische spelen in Mexico meedeed, waar Pakistan won.
- kinderen wilden op een steeds jongere leeftijd met hockey beginnen. Ze werden tijdens de lagere school al lid van een andere club, en bleven daar lid als ze naar de middelbare school gingen.

Na 1970 werd het ook mogelijk voor buitenstaanders om lid te worden en in 1980 werd het een onafhankelijke vereniging.
De club speelde op de Roggewoning, gelegen tussen Den Haag en Wassenaar. Hier ligt nu de golfbaan van H.C.C. Groen-Geel. Ook heeft de club vier jaren op het terrein van HDM gespeeld voordat hij eind jaren zeventig verhuisde naar Sportcomplex Groenendaal-Noord. In 1981 kreeg de club een nieuw clubhuis en daarmee ook weer een eigen identiteit. Het ledental verdubbelde bijna.
In de jaren negentig liep het ledental terug. In 2000 werd de vereniging omgezet in een stichting, die de belangen behartigt van oud-leden.

## Interlyceale
De VCLHC heeft in 1943 de Hockey Interlyceale opgericht. Deze wordt tegenwoordig op Witte Donderdag en Goede Vrijdag gespeeld. In 2012 was de 69e editie. De organisatie is in handen van de school gebleven. Het toernooi wordt op het terrein van HC Klein Zwitserland gespeeld.
Deelnemende scholen in 2011 waren:
| School                                 | Jongens | Meisjes |
| -------------------------------------- | ------- | ------- |
| Christelijk Gymnasium Sorghvliet (SOR) | ja      | ja      |
| Dalton Voorburg (DAV)                  | ja      | ja      |
| Maerlant Lyceum Den Haag (MLD)         | ja      | ja      |
| Rijnlands Lyceum Wassenaar (RLW)       | ja      | ja      |
| Sint-Maartenscollege (SMC)             | ja      | ja      |
| De Vrije School (VRY)                  | ja      | nee     |
| Vrijzinnig-Christelijk Lyceum (VCL)    | ja      | ja      |